# Menahan Street Band

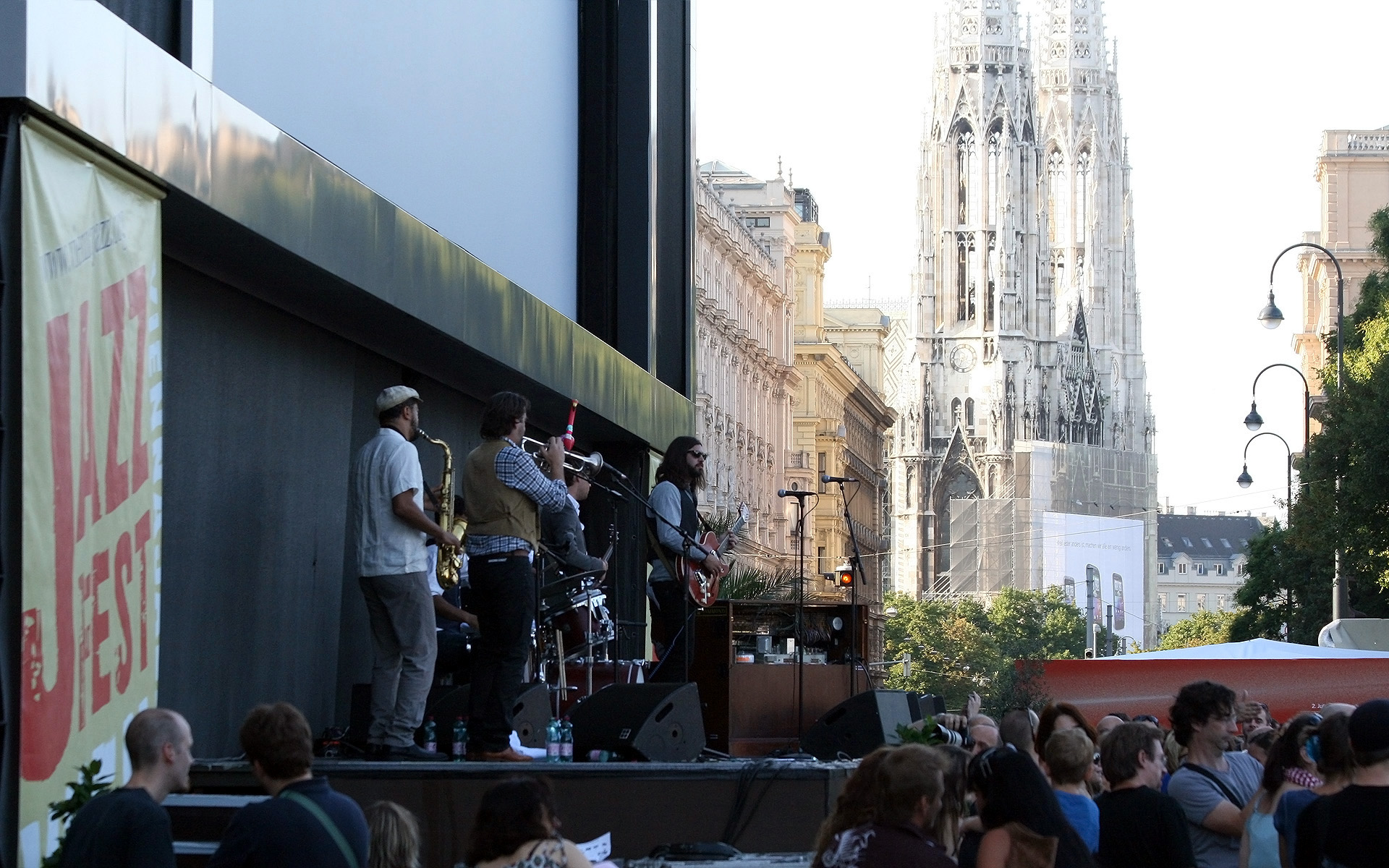
Charles Bradley & The Menahan Street Band, Jazz Fest Wien 2011 (in front of the Rathaus in Vienna).

Menahan Street Band é um grupo de funk e soul instrumental do Brooklyn, Nova Iorque. Fundado em 2007 por Thomas Brenneck, enquanto morava em um apartamento na Menahan St. no Brooklyn, a MSB reúne (ou reuniu) músicos de outras bandas, como Antibalas, El Michels Affair, Sharon Jones & the Dap-Kings e da Budos Band.
Seu primeiro álbum, "Make the Road by Walking", foi lançado em 2008 pela Dunhan, um subselo da Daptone Records. Em 2012, foi lançado "The Crossing".

## Discografia
| Ano  | álbum                    | selo           |
| ---- | ------------------------ | -------------- |
| 2008 | Make the Road by Walking | Dunham Records |
| 2012 | The Crossing             | Dunham Records |

## Membros
- Thomas Brenneck (guitarra)
- Nick Movshon (baixo)
- Homer Steinweiss (bateria)
- Mike Deller (Órgão)
- Dave Guy (trompete)
- Leon Michels (saxofone)